# Червоний (заказник)
Черво́ний — ботанічний заказник місцевого значення в Україні. Один з об'єктів природно-заповідного фонду України на території Харківської області, щодо якого встановлений особливий режим охорони і використання природних ресурсів.

## Історія
Ботанічний заказник «Червоний» заснований рішенням Харківського обласного виконавчого комітету від 3 грудня 1984 року № 562 з метою збереження і відтворення природного комплексу рідкісних та зникаючих видів рослин.

## Завдання
Завданнями Заказника є:
- збереження і відтворення залишків цілинної степової рослинності та рослин, занесених до Червоної книги України, обласних списків рідкісних рослин;
- підтримка загального екологічного балансу та забезпечення фонового моніторингу навколишнього природного середовища;
- проведення науково-дослідної та навчально-виховної роботи.

## Розташування
Заказник «Червоний» розташований біля села Кам'янка Дворічанського району Харківської області.

## Рельєф
Земельна ділянка, оголошена Заказником, являє собою яружно-балочні землі, крейдяні схили на правому березі річки Оскіл.

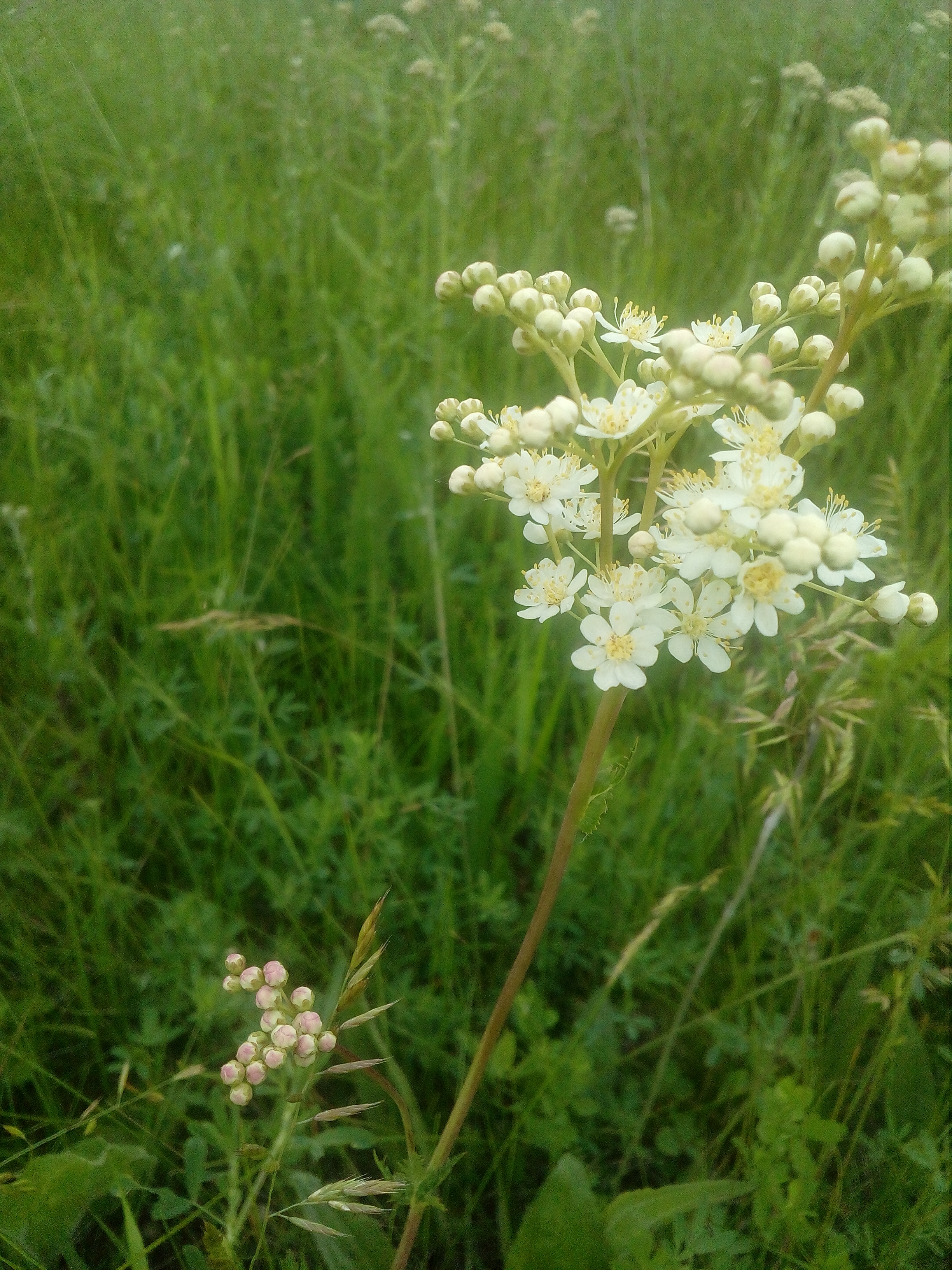
Гадючник звичайний

## Рослинність
У заказнику «Червоний» збереглися унікальні рослинні угруповання, в яких домінують степові та крейдолюбні види, зростають реліктові та ендемічні рослини. Із угруповань, занесених до Зеленої книги України в рослинному покриві наявні ценози: формації ковили волосистої, ковили Лессінга, півонії тонколистої, осоки низької та три формації із Зелених списків Харківщини. Серед рослин багато рідкісних видів: 4 види занесені до Європейського червоного списку, серед них переломник Козо-Полянського, дрік донський, гісоп крейдяний. 5 видів, занесені до Червоної книги України, серед них горицвіт весняний, сон широколистий, гісоп крейдяний. 16 видів входять до офіційного переліку регіонально рідкісних рослин Харківської області, серед яких льон український, чебрець вапняковий, анемона лісова, барвінок трав'янистий.

## Значення
Запровадження на цій ділянці заповідного режиму дозволяє створити обласну базу для отримання генофонду насіннєвого, вегетативного матеріалу рідкісних і зникаючих видів рослин для розповсюдження їх в області.